# Solomon R. Guggenheim

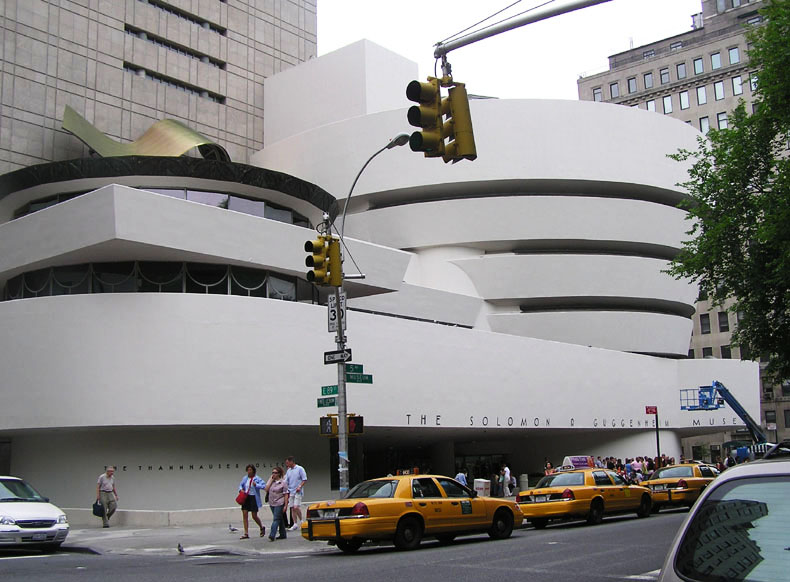
Museo Guggenheim

Solomon R. Guggenheim, all'anagrafe Solomon Robert Guggenheim (Filadelfia, 2 febbraio 1861 – New York, 3 novembre 1949), è stato un collezionista d'arte statunitense, menzionato sempre con il secondo nome puntato.

## Biografia
Nacque a Filadelfia, nella Pennsylvania, da Meyer Guggenheim; suoi fratelli furono Simon, Benjamin (padre di Peggy Guggenheim), e Daniel, oltre ad altri quattro non noti. Dopo aver completato gli studi in Svizzera, fece ritorno negli Stati Uniti e iniziò a lavorare per l'azienda estrattiva di famiglia: successivamente fondò la Yukon Gold Company in Alaska. Andò in pensione nel 1919, per iniziare a collezionare opere d'arte, e nel 1937 fondò la Solomon R. Guggenheim Foundation con lo scopo di incoraggiare e preservare l'arte moderna. Tra i suoi figli più noti figurano Eleanor Guggenheim (poi conosciuta come Lady Castle Stewart), e Gertrude Guggenheim. Morì nel 1949.

## Costituzione collezione Guggenheim

### 1929–30
All'età di 66 anni Guggenheim comincia a dar forma a una collezione d'arte moderna con importanti dipinti di artisti come Vasilij Kandinskij, Paul Klee e Marc Chagall. In questo progetto si avvale della guida di una giovane artista e studiosa tedesca, Hilla Rebay (al secolo Baronessa Hilla Rebay von Ehrenwiesen), che nel luglio del 1930 lo accompagna nello studio di Kandinskij a Dessau, dove Guggenheim acquista numerosi dipinti e opere su carta dell'artista, del quale raccoglierà infine più di 150 opere.

### Anni ‘30
La sempre più nutrita collezione trova una sistemazione nell'appartamento privato presso il Plaza Hotel di New York, dove piccole mostre delle nuove opere acquistate vengono sporadicamente allestite per il pubblico. Rebay organizza una storica mostra itinerante intitolata “La collezione d'arte non-oggettiva di Solomon R. Guggenheim”, presentata a Charleston, Filadelfia e Baltimora.

### 1937
Nasce la Fondazione Solomon R. Guggenheim con lo scopo di "promuovere, incoraggiare, educare all'arte e illuminare il pubblico". Costituitasi presso il Consiglio governativo dello Stato di New York, alla Fondazione è concessa la gestione di uno o più musei. Guggenheim viene eletto primo presidente della Fondazione, mentre Rebay ne è nominata curatrice.

### 1938
All'età di 40 anni Peggy Guggenheim, nipote di Solomon, inaugura a Londra la galleria d'arte Guggenheim Jeune, dove espongono artisti d'avanguardia come Jean Cocteau, Kandinsky e Yves Tanguy. Consigliata inizialmente da Herbert Read e Marcel Duchamp, Peggy inizia presto a raccogliere un'importante collezione di arte surrealista e astratta.

### 1939
Patrocinato dalla Fondazione Solomon R. Guggenheim, il Museo di pittura non-oggettiva apre in spazi presi in affitto al n°24 della 54ª Strada Est. Il museo, diretto da Rebay e decorato con del velure grigio plissettato alle pareti e una fitta moquette grigia, e con un sottofondo di musica classica e profumo d'incenso, espone le opere astratte di artisti americani ed europei della collezione di Solomon.

### 1943
Guggenheim e Rebay incaricano Frank Lloyd Wright di progettare una struttura permanente che ospiti il Museo di pittura non-oggettiva. Nei successivi quindici anni, Wright realizzerà circa 700 schizzi e sei distinti gruppi di disegni preparatori per l'edificio. A New York, la Fondazione acquista un tratto di terreno tra la 88a e 89a Strada Est sulla Fifth Avenue ma la costruzione, per vari motivi, come l'inflazione del dopoguerra, verrà rinviata al 1956. Il Solomon R. Guggenheim Museum sarà completato tre anni più tardi.